# کامپاناریو
کامپاناریو (به اسپانیایی: Campanario, Badajoz) یک شهرستان در اسپانیا است که در استان باداخس واقع شده‌است.